# Refuge du Goûter
De refuge du Goûter, ook wel refuge de l'Aiguille du Goûter, is een berghut in het Franse departement Haute-Savoie, van de Club alpin français.
De hut bevindt zich zo'n 30 meter onder de top van de Aiguille du Goûter, in het Mont Blancmassief, op een hoogte van 3835 meter en is daarmee een van de hoogste bewaakte hutten in West-Europa. Vanaf het station Nid d'Aigle in Saint-Gervais-les-Bains, eindhalte van de Tramway du Mont Blanc, is de hut bereikbaar na een tocht van ongeveer 5 uur. De hut vormt voor alpinisten een tussenstop voor een topbeklimming van de Mont Blanc via de Goûterroute.
De vernieuwde hut werd in 2013 in gebruik genomen. Hij bevindt zich op enige afstand van de eerdere, die direct bovenaan het Couloir du Goûter staat. Sinds de jaren 1990 kon hij de stroom klimmers op de populaire Goûterroute vaak niet meer aan. Hij doet nog dienst als winterhut.